# AXL (タンパク質)
AXL（anexelekto）は、ヒトではAXL遺伝子にコードされる酵素（プロテインキナーゼ）である。AXL遺伝子は当初UFOと呼ばれていたが、この名称はタンパク質の機能が未同定であることを暗に示していた。AXLはその発見以降、その発現プロファイルと機構によって、特にがん治療において魅力的な標的となっている。近年、AXLはがん細胞が免疫回避と薬剤耐性を促進し、アグレッシブな転移性がんとなるための重要な因子として浮上している。

## 遺伝子とタンパク質
AXL遺伝子は脊椎動物の種間で進化的に保存されている。この遺伝子には2種類の異なる選択的スプライシングバリアントが存在する。
AXLタンパク質は、受容体型チロシンキナーゼファミリーに属する。AXLは他の受容体型チロシンキナーゼと類似しているものの、細胞外領域にIg様リピートとフィブロネクチンIII型リピートが近接して存在するという独特な構造を持つ。
AXL遺伝子は、19q13.1-q13.2に位置するがん原遺伝子BCL3ときわめて近接して位置している。

## 機能
AXL受容体は、GAS6などの成長因子を結合することで、細胞外マトリックスから細胞質へシグナルを伝達する。AXLは細胞増殖と生存の刺激に関与している。ADAM10やADAM17といったメタロプロテイナーゼによる細胞外ドメインの切断によって、シグナル伝達活性はダウンレギュレーションされる。
AXLの下流で活性化されるシグナル伝達経路には、PI3K-AKT-mTOR経路、MEK/ERK経路、NF-κB経路、JAK/STAT経路などがある。
また、AXLはホモフィリック結合による細胞凝集も媒介する。
AXLタンパク質は正常組織、特に骨髄間質細胞や骨髄系細胞で発現しており、他にも腫瘍細胞や腫瘍血管で発現している。がん組織においては、腫瘍細胞上に発現しているほか、樹状細胞、マクロファージ、NK細胞など近接する免疫細胞でも発現している。
AXLは自然免疫応答の阻害因子である。正常組織では、活性化されたAXLはアポトーシス促進性物質の効率的な除去、TLR依存的炎症応答やNK細胞活性の抑制などの機能を果たす。
AXLは、増殖、浸潤、遊走、上皮間葉転換、幹細胞性、血管新生、免疫調節といった、発生や成長、腫瘍の拡大に重要な多様な細胞過程を駆動すると考えられている。AXLはがんのドライバーであることが示唆されており、トリプルネガティブ乳がん（TNBC）、急性骨髄性白血病（AML）、非小細胞肺がん（NSCLC）、膵臓がんや卵巣がんなど、多数のアグレッシブな腫瘍で生存率の悪さと関係している。

## 臨床的意義
AXLは1988年、急性転化期へ進行した慢性骨髄性白血病患者における形質転換遺伝子のスクリーニングから、がん遺伝子として同定された。以降、AXLの発現上昇は肺がん、乳がん、膵臓がん、卵巣がん、結腸がん、メラノーマなど多数のがんと関係しており、生存転帰不良と強く相関していることが示されている。
また、AXLは肝臓などいくつかの器官の慢性線維化疾患への関与が示唆されている。
AXLのノックダウンは、Slug、Twist、ZEB1など、上皮間葉転換に必要な転写因子のダウンレギュレーションや、E-カドヘリンの発現上昇をもたらす。
AXLはジカウイルスやSARS-CoV-2の感染にも重要な役割を果たしており、宿主細胞へのウイルスの進入を可能にしている。この現象はウイルスの排出時にエンベロープに取り込まれたホスファチジルセリンに依存しており、ウイルスはアダプターであるGAS6を介してAXLに結合する。AXLはエンドソームへのインターナリゼーションを媒介し、ウイルスはそこから脱出して複製を開始する。

## 臨床研究
AXL阻害剤に分類されるいくつかの薬剤について臨床試験が行われているが、それらの多くはAXL以外にも複数の受容体型キナーゼを標的とするものである。AXL「選択的」な経口低分子阻害薬ベムセンチニブ（BGB324、R428）は、NSCLC、TNBC、AML、メラノーマなどに対する臨床試験が現在行われており、単剤療法のほか、既存のまたは新たな標的療法、免疫療法、化学療法との併用療法の試験が行われている。
ギルテリチニブはFLT3/AXL阻害剤であり、2017年にFDAによってAMLに対するオーファンドラッグとして指定され、2018年11月にFDA承認検査によってFLT3に変異が確認された再発性・難治性AML成人患者に対する治療として承認された。
こうした承認医薬品や進行中の臨床試験の結果からは、AXLの阻害の広範囲の安全性と効力が示されている。

## 相互作用
AXLはTENC1と相互作用することが示されている。

## 関連文献
- “Recent progress on the role of Axl, a receptor tyrosine kinase, in malignant transformation of myeloid leukemias”. Leukemia & Lymphoma 25 (1–2):  91–6. (Mar 1997). doi:10.3109/10428199709042499. PMID 9130617.
- “A murine cDNA encodes a pan-epithelial glycoprotein that is also expressed on plasma cells”. Journal of Immunology 148 (2):  590–6. (Jan 1992). PMID 1729376.
- “Putative tyrosine kinases expressed in K-562 human leukemia cells”. Proceedings of the National Academy of Sciences of the United States of America 87 (22):  8913–7. (Nov 1990). Bibcode: 1990PNAS...87.8913P. doi:10.1073/pnas.87.22.8913. PMC 55070. PMID 2247464.
- “The transforming receptor tyrosine kinase, Axl, is post-translationally regulated by proteolytic cleavage”. The Journal of Biological Chemistry 270 (2):  551–7. (Jan 1995). doi:10.1074/jbc.270.2.551. PMID 7822279.
- “A survey of protein tyrosine kinase mRNAs expressed in normal human melanocytes”. Oncogene 8 (12):  3403–10. (Dec 1993). PMID 8247543.
- “The genomic structure of the human UFO receptor”. Oncogene 8 (2):  509–13. (Feb 1993). PMID 8381225.
- “A mammalian adaptor protein with conserved Src homology 2 and phosphotyrosine-binding domains is related to Shc and is specifically expressed in the brain”. Proceedings of the National Academy of Sciences of the United States of America 93 (7):  2729–34. (Apr 1996). Bibcode: 1996PNAS...93.2729O. doi:10.1073/pnas.93.7.2729. PMC 39699. PMID 8610109.
- “Characterization of Gas6, a member of the superfamily of G domain-containing proteins, as a ligand for Rse and Axl”. The Journal of Biological Chemistry 271 (16):  9785–9. (Apr 1996). doi:10.1074/jbc.271.16.9785. PMID 8621659.
- “Intracellular signaling of the Ufo/Axl receptor tyrosine kinase is mediated mainly by a multi-substrate docking-site”. Oncogene 14 (22):  2619–31. (Jun 1997). doi:10.1038/sj.onc.1201123. PMID 9178760.
- “Expression profile of receptor-type protein tyrosine kinase genes in the human thyroid”. Endocrinology 139 (3):  852–8. (Mar 1998). doi:10.1210/en.139.3.852. PMID 9492013.
- “Gas6 regulates mesangial cell proliferation through Axl in experimental glomerulonephritis”. The American Journal of Pathology 158 (4):  1423–32. (Apr 2001). doi:10.1016/S0002-9440(10)64093-X. PMC 1891897. PMID 11290560.
- “Coexpression of growth arrest-specific gene 6 and receptor tyrosine kinases, Axl and Sky, in human uterine endometrium and ovarian endometriosis”. Molecular Human Reproduction 8 (6):  552–8. (Jun 2002). doi:10.1093/molehr/8.6.552. PMID 12029073.
- “Acidification prevents endothelial cell apoptosis by Axl activation”. Circulation Research 91 (7):  e4-12. (Oct 2002). doi:10.1161/01.RES.0000036753.50601.E9. PMID 12364394.
- “Expression of receptor-type tyrosine kinase, Axl, and its ligand, Gas6, in pediatric thyroid carcinomas around chernobyl”. Thyroid 12 (11):  971–5. (Nov 2002). doi:10.1089/105072502320908303. PMID 12490074.